# Hanamori Yasuji

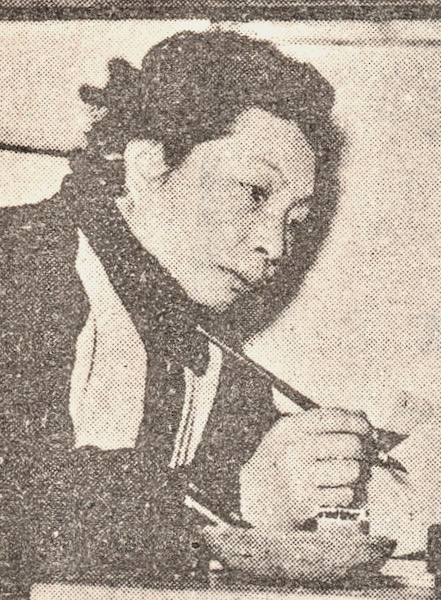
Hanamori Yasuji, 1949

Hanamori Yasuji (japanisch 花森 安治; geboren 25. Oktober 1911 in Kōbe (Präfektur Hyōgo); gestorben 14. Januar 1978) war ein japanischer Magazin-Herausgeber.

## Leben und Wirken
Hanamori Yasuji war während seines Studiums an der Universität Tokio im Fach Kunstgeschichte bei der Universitätszeitung „Teikoku Daigaku Shimbun“ (帝國大學新聞) tätig, zuständig für den Zuschnitt der Beiträge. Nach dem Abschluss des Studiums trat er in die Werbeabteilung der Kosmetikfirma „Itō Kochōen“ (伊東胡蝶園, seit 1997 „Papillion“) ein. Nach einem Studium bei dem Maler Sano Shigejirō (佐野 繁次郎; 1900–1987) trat er in die Armee ein und wechselte in die Werbeabteilung der „Imperial Rule Assistance Association“.
Nach dem Zweiten Weltkrieg gründete Hanamori das „Costume Research Institute“ (衣裳研究所, Ishō kenkyūjo) auf der Ginza und den Verlag „Notebook of Living“ (暮しの手帖社; Kurashi no techōsha). 1948 erschien die erste Ausgabe von „Notebook of Living“ unter seiner und der Leitung von Ōhashi Shizuko (大橋 鎭子; 1920–2013). Als Chefredakteur bis zum Eintritt in den Ruhestand schuf er ein einzigartiges Magazin, das auf jegliche Werbung verzichtete und sich für objektive Produkttests einsetzte. So war er ein Pionier der japanischen Verbraucherbewegung. 1956 erhielt er für diese Leistung den Kikuchi-Kan-Preis. 1972 erhielt er den Ramon-Magsaysay-Preis.
Zu Hanamoris Schriften gehören „Kurashi no megane“ (暮らしの眼鏡) – „Das Leben durch die Brille“, „Fūzoku jihyō“ (風俗時評) – „Zeitkritik an den gesellschaftlichen Gewohnheiten“, „Sensō-chū no kurashi no kiroku“ (戦争中の暮しの記録) – „Aufzeichnungen über das Leben während des Krieges“, „Issengorin no hata“ (一銭五厘の旗) – „Flagge mit fünf Pfennigen“, für das er 1971 den Yomiuri-Literaturpreis erhielt usw.